# رون جون أندرسون
رون جون أندرسون (بالنرويجية البوكمول: Rune Johan Andersson)‏ هو رسام توضيحي وكاتب للأطفال نرويجي، ولد في 5 مايو 1945 في أوسلو في النرويج.